# Caxton Hall
Caxton Hall est un bâtiment situé au coin de Caxton Street et Palmer Street, à Westminster, Londres. C'est un bâtiment classé Grade II principalement connu pour ses associations historiques. Il a accueilli de nombreux événements politiques et artistiques traditionnels et marginaux et, après la Seconde Guerre mondiale est le bureau d'enregistrement le plus populaire utilisé par la haute société et les célébrités qui demandaient un mariage civil.

## Histoire de la structure
À la suite d'un concours de design organisé par les paroisses de St Margaret et St John, le projet choisi est une proposition de William Lee et FJ Smith dans un style François Ier orné utilisant de la brique rouge et du grès rose, avec des toits en ardoise. La première pierre est posée par la philanthrope, Angela Burdett-Coutts, le 29 mars 1882. L'installation, qui contient deux salles publiques connues sous le nom de Great et York Halls, est ouverte sous le nom de "Westminster Town Hall" en 1883.
Le bâtiment cesse d'être le siège du gouvernement local après la création de la ville élargie de Westminster en 1900. Il est rebaptisé Caxton Hall à cette époque pour commémorer l'imprimeur, William Caxton, qui a travaillé à l'aumônerie de Abbaye de Westminster.
Cependant, les salles ont continuent à être utilisées à diverses fins, notamment des réunions publiques et des concerts de musique. Un porche d'entrée central et un auvent sont ajoutés au milieu du XXe siècle, maintenant supprimés.
À partir de 1933, il est utilisé comme bureau d'enregistrement du centre de Londres et accueille de nombreux mariages de célébrités. Cette fonction disparait en 1979 et le bâtiment reste vide pendant des années, obtenant une place sur le registre des bâtiments à risque. Il est classé comme bâtiment d'intérêt architectural ou historique spécial le 15 mars 1984. Il est réaménagé en appartements et bureaux en 2006. La façade et l'ancien bureau d'enregistrement à l'avant du bâtiment faisant face à Caxton Street sont restaurés et conservés pour être convertis en appartements de luxe. L'arrière du bâtiment, contenant les halls, est démoli et un immeuble de bureaux circulaire, nommé Asticus Building, est construit sur le site.

## Histoire de son utilisation sociale et politique
Le bâtiment est le lieu de la première conférence panafricaine en 1900.

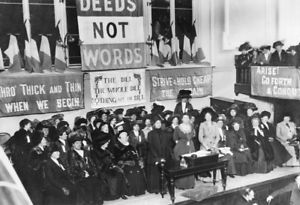
Réunion des suffragettes à Caxton Hall en 1908, vue de la plate-forme.

L'Union sociale et politique des femmes (WSPU), qui fait partie du mouvement britannique des suffragettes, tient un "Parlement des femmes" à Caxton Hall au début de chaque session parlementaire à partir de 1907, suivi d'une procession vers les chambres du Parlement et d'une tentative (toujours un échec) de remettre une pétition au Premier ministre en personne. Le rôle central de Caxton Hall dans le mouvement militant pour le suffrage est désormais commémoré par une sculpture de volutes en bronze qui se dresse à proximité dans l'espace ouvert de Christchurch Gardens.
En 1910, l'occultiste Aleister Crowley met en scène ses Rites d'Eleusis à Caxton Hall. La série de performances se déroule sur six semaines et reçoit des critiques mitigées.
Le 10 octobre 1925, Harry Pollitt, membre fondateur du Parti communiste de Grande-Bretagne, y épouse Marjorie Brewer. Leur témoin est Percy Glading qui est plus tard emprisonné pour avoir espionné pour l'OGPU.

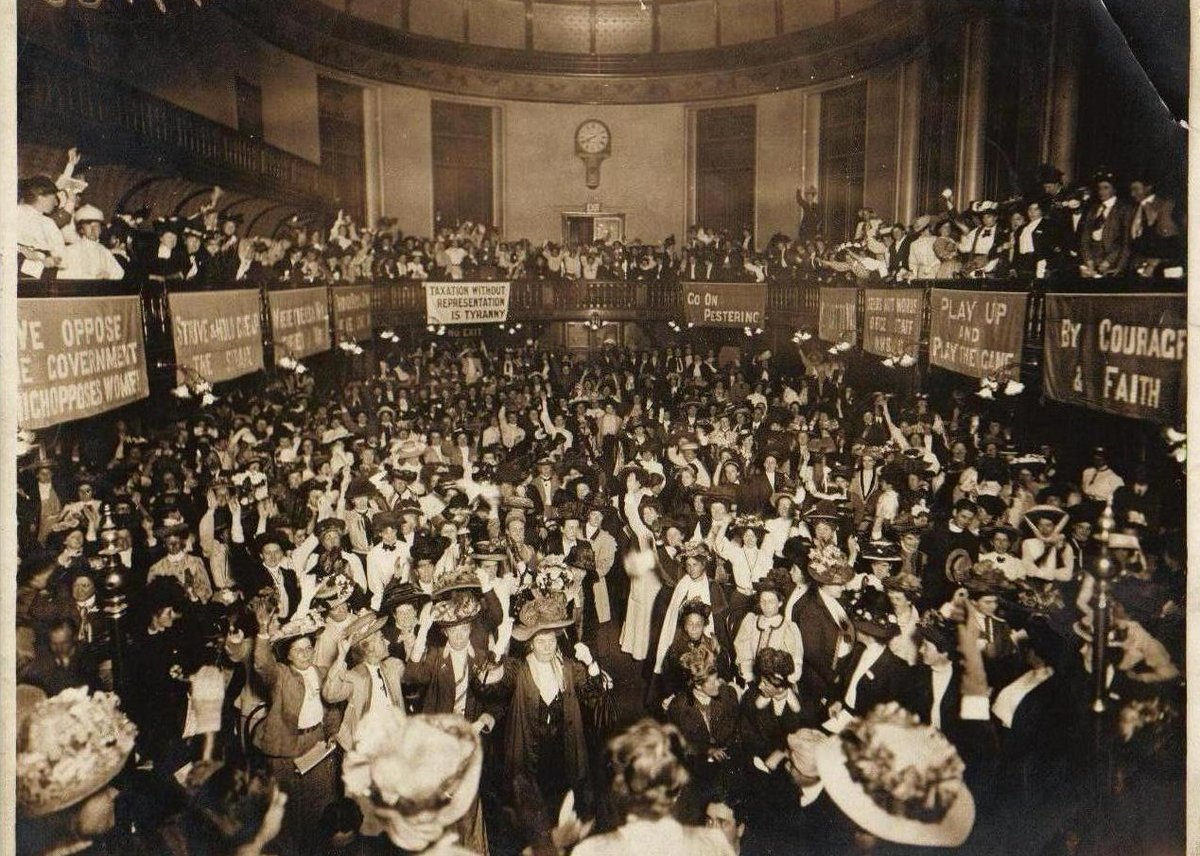
Réunion des suffragettes à Caxton Hall en 1908, vue de l'intérieur du hall.

Pendant la Seconde Guerre mondiale, il est utilisé par le ministère de l'Information comme lieu de conférences de presse tenues par Winston Churchill et ses ministres. Ce rôle de guerre est marqué par une plaque commémorative dévoilée en 1991.
En 1940, c'est le site de l'assassinat de Michael O'Dwyer, ancien lieutenant-gouverneur du Pendjab en Inde par le nationaliste indien Sardar Udham Singh, comme un acte de vengeance pour le Massacre d'Amritsar de 1919, parce que O'Dwyer est le responsable de la répression des protestations nationalistes. À la fin de son discours, Sardar Udham s'est dirigé vers O'Dwyer, a crié son nom formellement et l'a abattu.
C'est le lieu de la conférence de presse où le Manifeste Russell-Einstein est publié en 1955 en réponse à la menace de guerre nucléaire et de destruction de l'humanité.
Le 12 mai 1960, plus de 1 000 personnes y assistent à la première réunion publique de la Homosexual Law Reform Society.
Le Front national britannique est formé lors d'une réunion à Caxton Hall, Westminster, le 7 février 1967.
Il est également utilisé comme bureau d'enregistrement central de Londres pour les mariages d'octobre 1933 à 1978. Plusieurs personnes notables s'y sont mariées : Donald Campbell (deux mariages), Harrison Marks, Billy Butlin, Elizabeth Taylor, Diana Dors, Peter Sellers, Bernard Bresslaw, Roger Moore, Orson Welles, Joan Collins, Adam Faith, Barry Gibb et Ringo Starr. Le 18 août 1952, le futur premier ministre Anthony Eden épouse Clarissa Spencer-Churchill, la nièce du premier ministre de l'époque, Winston Churchill.